# Армянское духовное пастырство Швеции
Армянское духовное пастырство Швеции (арм. Շվեդիայի հոգևոր հովվություն) — епархия Армянской Апостольской церкви в Швеции, с центром в городе Уппсала. Находится под юрисдикцией Патриаршей делегации Центральной Европы ААЦ.

## История
Религиозная жизнь армян Швеции начала формироваться с образованием армянских культурных объединений. Начиная с 1970 года армянские священники время от времени посещали армянские общины Швеции, проводя литургии, крестины и другие религиозные мероприятия. В Стокгольме, Урсале, Бутширке действуют Советы Армянской Апостольской церкви. Армянских церквей в общине нет, поэтому религиозные обряды проводятся в шведских церквях. Известна армянская церковь Святого Ованеса. Для действия храма Свободная Церковь Швеции выделяет средства. С 1991 года духовным предводителем армянской общины Швеции является иерей Мелконян.